# Вторая Тихоокеанская эскадра
Вторая Тихоокеанская эскадра Российского императорского флота или, как она называлась в официальных документах, 2-я эскадра флота Тихого океана была образована 17 апреля 1904 года (здесь и далее даты по старому стилю); её командующим был назначен исполняющий должность начальника Главного Морского Штаба (ГМШ) контр-адмирал Зиновий Петрович Рожественский. Первоначальной целью создания эскадры было усиление в связи с начавшейся Русско-японской войной 1-й эскадры флота Тихого океана, находящейся в Порт-Артуре и серьёзно уступающей в силах японскому флоту.

## Предыстория
Давно обозначившееся соперничество России и Японии за дальневосточное наследство 
китайской империи ещё в конце XIX века привело к гонке военно-морских вооружений. Если в 1897 России было достаточно держать на Дальнем Востоке лишь «Сисоя» с «Наварином», для пресечения японских поползновений на свои китайские колонии, то к началу 1900-х гг. реализация кораблестроительной программы «Шесть-шесть» изменила соотношение сил в пользу Японии. Не спасла положение ни переброска на Дальний Восток «Севастополя» и устаревших «Николая I» и «Нахимова», ни замена старых кораблей на «Пересветы». Лишь приход спешно заказанных за границей «Цесаревича» и «Ретвизана» как-то сгладил ситуацию. Собственная судостроительная программа безнадёжно опаздывала. Могущественному министру финансов С. Ю. Витте удалось убедить всех, что Япония не в силах начать войну ранее 1905 года, в первую очередь в силу неспособности вынести тяжёлое финансовое бремя. Оценка была не особенно ошибочной, просто и японское руководство понимало, что в 1905 году воевать с Россией будет поздно и предприняла экстренные меры к ускоренной подготовке (за счёт кредитов), а также проявила недюжинную волю и решительность, вступив в войну со столь превосходящим в ресурсах противником. В результате Россия готовилась к войне с фактическим опозданием в год. Так или иначе, но к началу войны почти все боеспособные силы были либо на Дальнем Востоке, либо на пути туда. На Балтийском море были проходящие («Александр II», «Николай I») либо ожидающие модернизацию («Сисой», «Наварин», «Нахимов») «старики», строящиеся «Бородинцы» и причисленные к артиллерийскому отряду и используемые для подготовки комендоров броненосцы береговой обороны типа «Ушаков». Достаточно сильный флот был на Чёрном море. Этот ресурс вначале не принимался в расчёт. Почти все корабли требовали замены артиллерии («Александр II», «Николай I», «Нахимов», «Наварин» и отчасти «Сисой» — в силу того, что она уже морально устарела, а у «Ушаковых», впрочем, как и у «Александра II», в силу крайней изношенности), однако неполную замену артиллерии получил только «Александр II», да и то, ко времени, уже исключавшему его использование в войне.

## Формирование эскадры
Несмотря на очевидную слабость русских сил на Дальнем Востоке и неудачное начало войны (уже в первый же день, 27 января 1904 года, японскими миноносцами были выведены из строя сильнейшие порт-артурские броненосцы «Цесаревич» и «Ретвизан», а также крейсер «Паллада», а в Чемульпо после неравного боя с японской эскадрой был затоплен крейсер «Варяг» и взорвана канонерская лодка «Кореец»), достройка новых и ремонт старых кораблей, которые должны были войти во Вторую Тихоокеанскую эскадру, велись очень неспешно. Так, на поданную в конце марта просьбу разрешить сверхурочные работы для ускорения достройки броненосца «Орёл» из Главного Управления Кораблестроения и Снабжений (ГУКиС) пришло разъяснение, что за неимением специального кредита сверхурочные работы разрешены быть не могут. Лишь после гибели 31 марта под Порт-Артуром на японской мине броненосца «Петропавловск», а вместе с ним и командующего эскадрой вице-адмирала С. О. Макарова работы на достраивающихся кораблях начали ускоряться, однако всё равно оставались недостаточно быстрыми. Из-за этого пришлось, в частности, отказаться от планов включить в состав эскадры броненосец «Слава», находящийся в наименьшей степени готовности, хотя при должном финансировании и организации работ все шансы на его ввод в строй осенью 1904 года имелись.
Ситуация ещё больше осложнилась летом. После подвоза к Порт-Артуру японской осадной артиллерии флот вынужден был прорываться на встречу Второй Тихоокеанской эскадре. Однако Витгефт по неясным причинам отказался от прорыва быстроходными броненосцами без принятия боя с одновременным отвлекающим манёвром старыми кораблями. Прорыв силами всей эскадры, в том числе с неисправными броненосцами во Владивосток, предпринятой 28 июля, закономерно привёл к сражению в Жёлтом море. После боя Первая Тихоокеанская эскадра, по сути, перестала существовать как боевая единица. Корабли были сильно повреждены, часть из них разоружились в нейтральных портах. Надежды на воссоединение эскадр не осталось, стало, наконец, очевидно, что имеющимися силами не только победить японцев, но даже удержать Порт-Артур и сохранить имеющиеся там русские корабли не удастся. 10 августа в Петергофе состоялось Особое совещание под председательством императора Николая II, в котором участвовали великие князья генерал-адмирал Алексей Александрович и Александр Михайлович, управляющий морским министерством вице-адмирал Ф. К. Авелан, министр иностранных дел граф В. Н. Ламсдорф, военный министр генерал В. В. Сахаров и командующий 2-й эскадрой контр-адмирал З. П. Рожественский. Согласно докладу командующего эскадрой, приход её на Дальний Восток был возможен в конце января 1905 года при условии, что в плавание она выйдет 1 сентября 1904 года (по оценке штаба, на собственно переход требовалось 90 суток и ещё 60 на стоянки и погрузки угля). В связи с тем, что Порт-Артур к тому времени мог уже пасть (что и произошло в действительности), и тогда второй эскадре, сильно уступающей в силах противнику, да к тому же измотанной полугодовым плаванием, придётся самостоятельно пробиваться в ещё покрытый льдом Владивосток, некоторые участники совещания предлагали отложить выход до присоединения «экзотических» (аргентинских и чилийских) крейсеров, которые в то время пыталась приобрести Россия и которые существенно бы усилили эскадру. Однако З. П. Рожественский настаивал на немедленной отправке эскадры, так как «немыслимо отпустить все зафрахтованные транспорты и вновь организовать позднее весь сложный организм снабжения эскадры в пути». Он считал, что эскадра после выхода должна была дойти до Мадагаскара и ждать там планируемые подкрепления. Его точку зрения поддержал Ф. К. Авелан, сообщивший, что переговоры с южноамериканскими странами о продаже крейсеров идут успешно (хотя в итоге ни один корабль приобретён так и не был), а роспуск зафрахтованных иностранных пароходов-угольщиков принесёт большие убытки казне. В итоге совещание решило отправить эскадру осенью, дав ей для подготовки ещё полтора месяца. Во Владивосток её приход ожидался в марте 1905 года.
Положение эскадры ещё больше осложнялось тем, что флотское командование, предполагая её судьбу, приняло решение комплектовать её личным составом «по остаточному принципу» — то есть на корабли, шедшие во Владивосток, отправлялись те матросы, которые по каким-либо причинам считались худшими в составе флота. А. С. Новиков, баталер с эскадренного броненосца «Орёл», описывает этот состав так:

Многие матросы были призваны из запаса. Эти пожилые люди, явно отвыкнув от военно-морской службы, жили воспоминаниями о родине, болели разлукой с домом, с детьми, с женой. Война свалилась на них неожиданно, как страшное бедствие, и они, готовясь в небывалый поход, выполняли работу с мрачным видом удавленников. В число команды входило немало новобранцев. 3абитые и жалкие, они на все смотрели с застывшей жутью в глазах. Их пугало море, на которое они попали впервые, а ещё больше — неизвестное будущее. Даже среди кадровых матросов, кончивших разные специальные школы, не было обычного веселья. Только штрафные, в противоположность остальным, держались более или менее бодро. Береговое начальство, чтобы отделаться от них, как от вредного элемента, придумало для этого самый лёгкий способ: списывать их на суда, отправляющиеся на войну. Таким образом, к ужасу старшего офицера, у нас набралось их до семи процентов.

Естественно, профессиональный уровень подобных матросов был крайне низким. Не лучше дело обстояло с унтер-офицерским составом. А, учитывая что в походе время не было использовано для подготовки личного состава, к сражению русская эскадра пришла с экипажем, мужество и безрассудная отвага которого едва ли могли компенсировать недостаток знаний и умений.

## Поход 2-й Тихоокеанской эскадры

### Переход до Мадагаскара
Вторая Тихоокеанская эскадра покинула последний русский порт на Балтике, Либаву, 2 октября 1904 года. Её основную силу составляли два броненосных отряда. В первый (командир контр-адмирал З. П. Рожественский) вошли четыре новейших однотипных броненосца «Князь Суворов» (флаг), «Император Александр III», «Бородино» и «Орёл». Второй отряд (контр-адмирал Д. Г. Фелькерзам) составили недавно построенный, но довольно слабый, а главное, недостаточно защищённый по сравнению с другими русскими эскадренными броненосцами броненосец «Ослябя» (флаг), два устаревших корабля — «Сисой Великий» и «Наварин», и старый броненосный крейсер «Адмирал Нахимов». Крейсерские силы эскадры (контр-адмирал О. А. Энквист) включали старый броненосный крейсер «Дмитрий Донской», бронепалубные крейсера 1-го ранга «Олег», «Аврора» и «Светлана»; 2-го ранга «Жемчуг» и «Изумруд», безбронный крейсер-яхту «Алмаз» и вспомогательный крейсер «Урал»; позже к ним присоединились ещё несколько вспомогательных крейсеров. В первоначальный состав эскадры входили также миноносцы «Буйный», «Бедовый», «Бравый», «Быстрый», «Блестящий», «Безупречный», «Бодрый», «Грозный», «Громкий», «Прозорливый», «Пронзительный» и «Резвый», плавучая мастерская «Камчатка», буксирный пароход «Русь» (бывший «Роланд»), несколько транспортов и госпитальное судно «Орёл». По Балтике эскадру сопровождал ледокол «Ермак». Из-за неготовности часть кораблей эскадры (крейсера: «Олег», «Изумруд», «Урал» и миноносцы: «Грозный», «Громкий», «Пронзительный», «Резвый») оставалась некоторое время на Балтике. Позже эти корабли образовали «отряд догоняющих судов» под командованием командира «Олега» капитана 1-го ранга Л. Ф. Добротворского.
К моменту выхода эскадры было уже очевидно, что дни Первой Тихоокеанской эскадры сочтены: с 18 сентября японцы начали обстрел Порт-Артура и его гавани из 280-мм осадных орудий. Столь же очевидно было, что её сил для самостоятельного разгрома японского флота, насчитывавшего четыре достаточно современных для того времени броненосца и восемь броненосных крейсеров, не считая большого числа менее мощных кораблей, недостаточно. Тем не менее, никаких мер по дополнительному усилению эскадры за счёт срочной достройки броненосца «Слава» и окончания модернизации броненосца «Александр II», а также подготовки к плаванию ещё остающихся на Балтике более старых кораблей в то время не предпринималось.
Германского военно-морского агента поразило обилие дерева в отделке верхних рубок, адмиральского помещения, кают-компании и офицерских кают.
На германских кораблях допускается только металлическая мебель, а в военное время ковры, занавески, шторы и мягкие кресла в кают-компании, гостиных и офицерских помещениях вообще запрещены. За такое состояние, в каком находились шедшие на войну русские броненосцы, в германском флоте командиры кораблей были бы отданы под суд.
7 октября эскадра подошла к мысу Скаген и стала на якорь для погрузки угля. Сопровождавший эскадру ледокол «Ермак» был отпущен обратно в Либаву, с ним из-за неисправностей ушёл и миноносец «Прозорливый» (после ремонта он также был включён в «догоняющий отряд»). После Скагена эскадра для прохода зоны балтийских проливов разделилась, однако ночью отряды перемешались.
В ночь с 8 на 9 октября произошёл так называемый Гулльский инцидент: колонна новейших русских броненосцев первого броненосного отряда, приняв британские рыболовецкие суда за японские миноносцы, открыла по ним огонь. Одно из судов было потоплено, ещё несколько повреждены, погибли несколько рыбаков, а на крейсере «Аврора» попавшим в него снарядом был смертельно ранен судовой священник. Следствием этого происшествия стала задержка первого броненосного отряда, с которым шёл транспорт «Анадырь», в испанском порту Виго, куда корабли прибыли 13 октября. Русские корабли пробыли там до 19 октября, когда решился вопрос о создании международной комиссии по расследованию причин инцидента и определению степени виновности сторон. Остальные отряды продолжали плавание самостоятельно. 21 октября первый отряд прибыл в Танжер, где уже находились другие корабли эскадры.
В тот же вечер броненосцы «Наварин» и «Сисой Великий» с крейсерами «Светлана», «Жемчуг» и «Алмаз» под общим командованием контр-адмирала Д. Г. Фелькерзама вышли из Танжера и отправились через Средиземное море и Суэцкий канал на Мадагаскар. миноносцы ушли этим маршрутом раньше; отряд Д. Г. Фелькерзама соединился с ними 28 октября в бухте Суда на острове Крит. В период с 25 октября по 1 ноября туда пришли с Чёрного моря транспорты «Ярославль», «Воронеж», «Владимир», «Тамбов», «Киев», «Юпитер» и «Меркурий». 8 ноября отряд покинул Суду и, совершив по пути заходы в Порт-Саид и Джибути, 15 декабря пришёл в порт Носси-Бе на Мадагаскаре.
Остальные корабли эскадры под командованием З. П. Рожественского вышли из Танжера 23 октября и пошли на Мадагаскар вокруг Африки, по пути посетив Дакар и несколько бухт на атлантическом побережье Африки, а также выдержав 7-9 декабря трёхдневный шторм. К Мадагаскару отряд подошёл 16 декабря, однако соединение с кораблями Д. Г. Фелькерзама произошло только через 11 дней.

### «Статьи Кладо»
В октябре 1904 года в газете «Новое время» под псевдонимом Прибой было опубликовано восемь статей, посвящённых 2-й Тихоокеанской эскадре. В статьях был дан подробный анализ тактико-технических данных русских и японских кораблей, сравнение уровня подготовки экипажей и военно-морского командования. Вывод гласил: у русской эскадры нет шансов против японского флота. Жесточайшей критике было подвергнуто руководство флота и лично великий князь Алексей Александрович. За псевдонимом Прибой скрывался известный военно-морской теоретик капитан 2 ранга Н. Л. Кладо. В статьях автор утверждал о необходимости мобилизации всех сил флота, как Балтийского (вплоть до «Петра Великого»), так и Черноморского.
Критические статьи вызвали волну негодования у наместника. Автор получил 15 суток ареста, поскольку «позволил себе дерзко обвинять Морское ведомство, искажая при этом факты» Надо признать, что статья действительно содержала много пропагандистских и не имеющих под собой почвы утверждений. Так, к примеру, «Пётр Великий» уже более шести лет стоял полуразобранным, ожидая модернизации. Поэтому снарядить его к походу было едва ли проще, чем построить новый корабль. Однако статьи достигли своей цели. Общественное мнение было взбудоражено. Засуетилось и военно-политическое руководство страны.
11 декабря 1904 г. под председательством генерал-адмирала в Петербурге состоялось совещание, на котором присутствовали адмиралы Ф. К. Авелан, Е. И. Алексеев, Ф. В. Дубасов, А. А. Бирилёв, И. М. Диков, начальник ГМШ П. И. Безобразов, его помощник А. В. Вирениус, приглашённый возглавить снаряжение подкреплений начальник Учебного отряда Черноморского флота Н. И. Небогатов и великий князь Александр Михайлович. На совещании Алексей Александрович высказал «некоторые сомнения в целесообразности дальнейшего следования» всей эскадры З. П. Рожественского. По свидетельству самого контр-адмирала А. А. Вирениуса*, только он один энергично протестовал против срочной посылки отдельного отряда. По его мнению, отправка 3-й эскадры имела бы смысл весной. В случае успеха З. П. Рожественского корабли очередной эскадры могли сыграть существенную роль в действиях против ослабленного японского флота. Ожидание же срочных подкреплений, слишком малочисленных для самостоятельных действий, только отдалит сроки прибытия 2-й эскадры на театр военных действий.
Аргументы А. А. Вирениуса не встретили поддержки у большинства присутствующих, высказывающихся довольно неопределённо. Лишь Ф. В. Дубасов, опираясь на цифры, доказал перевес японского флота. Зато А. А. Бирилёв пророчил успех З. П. Рожественскому, но при условии немедленного снаряжения подкреплений. Очевидно, точка зрения главного командира Балтийского флота одержала верх. З. П. Рожественский поначалу принял идею в штыки, считая, что «гниль в Балтийском море» будет не подкреплением, а ослаблением эскадры. Он считал, что если усиливать флот, так только черноморскими броненосцами «Ростислав», «Три Святителя», «Потёмкин» (при условии скорейшей достройки последнего). Однако, в черноморских судах было отказано (судя по всему, правительство не пожелало вступать в переговоры с Турцией о пропуске кораблей). Стали судорожно готовить догоняющий отряд. Из способных к отправке оставались лишь четыре броненосца: «Император Николай I», «Адмирал Ушаков», «Адмирал Сенявин», «Генерал-адмирал Апраксин», а также броненосный крейсер «Владимир Мономах». Первый находился на ремонте, и был частично разобран, но не настолько, чтобы пришлось долго всё возвращать на свои места. Броненосцы береговой обороны, будучи хотя и в относительно исправном состоянии по машинам, были вооружены орудиями, почти полностью изношенными в процессе обучения комендоров флота. Многие 120-мм стволы за свою жизнь произвели более 400 выстрелов. В ненамного лучшем состоянии находились 254-мм орудия главного калибра. Необходима была полная замена артиллерии.
Однако, как сказано выше, никаких мер по ускоренной подготовке этих кораблей не проводилось, были заменены лишь несколько 120-мм орудий, из которых стрелять уже было опасно, на «Императоре» установили одно дополнительное 152-мм орудие. На последней стадии достройки находился эскадренный броненосец «Слава», заканчивал весьма радикальную модернизацию броненосец «Александр II». Их с ещё несколькими оканчивающими модернизацию старыми крейсерами собирались отправить вдогонку. Однако формировать «догоняющий» отряд (также в отряд включили старые, но модернизированные крейсера «Память Азова» и «Адмирал Корнилов») стали лишь 15 мая 1905 года, когда, собственно потребности в нём уже не было.
Когда по прибытии эскадры на Мадагаскар стало ясно, что Первая Тихоокеанская эскадра уничтожена, мнение З. П. Рожественского переменилось и он был согласен на любое усиление. Адмирал считал в данных условиях поставленную задачу практически невыполнимой, во время перехода обращался в Петербург с рапортом об отставке и намёками на необходимость вернуть эскадру. Уже после войны он писал: «Будь у меня хоть искра гражданского мужества, я должен был бы кричать на весь мир: берегите эти последние ресурсы флота! Не отсылайте их на истребление! Но у меня не оказалось нужной искры». Трудно оценивать искренность человека, во многом повинного как в неудовлетворительной подготовке флота к войне, поспешном формировании эскадр, так и конкретно в Цусимском разгроме, но отрицать справедливость этого запоздалого мнения нельзя. За две недели до решающей битвы Н. Л. Кладо был лишён всех званий и уволен со службы, однако последующие события показали абсолютную правильность его основного посыла о недостаточности сил Второй Тихоокеанской эскадры.

### На Мадагаскаре
В день прибытия на Мадагаскар, 16 декабря, З. П. Рожественский узнал из почты, доставленной госпитальным судном «Орёл», о гибели Первой Тихоокеанской эскадры. 20 декабря командующий был извещён о начавшейся на Балтике подготовке Третьей Тихоокеанской эскадры, которая должна была увеличить его силы, а 25 декабря пришла телеграмма с приказом ожидать на Мадагаскаре «догоняющий отряд». Последний под командованием капитана 1 ранга Л. Ф. Добротворского вышел из Либавы ещё 3 ноября. В его состав вошли бронепалубные крейсера «Олег» и «Изумруд», вспомогательные крейсера «Днепр» и «Рион», миноносцы «Грозный», «Громкий», «Пронзительный», «Прозорливый» и «Резвый», а также учебное судно «Океан». К эскадре этот отряд присоединился 1 февраля, однако три миноносца — «Пронзительный», «Прозорливый» и «Резвый» — в конце концов пришлось из-за постоянных поломок оставить в Средиземном море (последний дошёл до Джибути, но также был вынужден возвратиться).
Помимо «догоняющего отряда», по пути и во время стоянки на Мадагаскаре к эскадре присоединились вспомогательные крейсера «Урал», «Терек» и «Кубань», а также несколько вспомогательных судов; в то же время 22 ноября в Россию был из-за постоянных поломок отослан транспорт «Малайя», на котором отправили серьёзно заболевших моряков. Во время стоянки (3 января эскадра была задержана на острове до особого распоряжения) занимались боевой подготовкой, в частности, артиллерийскими стрельбами. Однако недостаток снарядов, а также опасения сильно износить орудия вынуждали ограничить такого рода учения.
Первый отряд Третьей Тихоокеанской эскадры под командованием контр-адмирала Н. И. Небогатова вышел из Либавы 3 февраля. В его состав входили старый броненосец «Император Николай I» (флагман), броненосцы береговой обороны «Адмирал Ушаков», «Адмирал Сенявин» и «Генерал-адмирал Апраксин», старый броненосный крейсер «Владимир Мономах», а также несколько вспомогательных судов.

Во время стоянки в бухте Носси-Бе всего пять раз были проведены стрельбы кораблей эскадры по неподвижным щитам, показавшие малоудовлетворительные результаты. После этого установилось общее мнение:
…На эскадре нет ни одного человека, начиная с самого адмирала и кончая последним сознательным матросом, который верил бы в успех безрассудной авантюры. 
Вообще длительная стоянка пагубно сказалась на моральном климате эскадры. Были даже случаи неповиновения команд.

### Поход 2-й Тихоокеанской эскадры (1904—1905)
Ввиду того, что японскому флоту с самого начала войны удалось перехватить стратегическую инициативу и стратегическое превосходство над русской эскадрой на Дальнем Востоке, ещё в апреле 1904 г. в Петербурге было принято решение о посылке на Дальний Восток всех крупных боеспособных кораблей Балтийского флота, а также достраивающихся броненосцев, готовность которых могла быть обеспечена к сентябрю 1904 года. Командующим эскадрой был назначен вице-адмирал З. П. Рожественский, занимавший в это время должность начальника Главного морского штаба. План русского командования состоял в создании на Дальнем Востоке решающего военно-морского превосходства по основным классам кораблей, как следствие — деблокирование Порт-Артура и пресечение японских коммуникаций в Жёлтом море с последующим блокированием с моря японских армий под Порт-Артуром и в Маньчжурии. В дальнейшем предполагалось уничтожить японские войска при посредстве русских сухопутных сил, медленно концентрировавшихся в Маньчжурии из-за невысокой пропускной способности Транссибирской магистрали.
Личный состав эскадры (в которую, в конечном счёте, вошли 11 из 12 имеющихся на Балтике броненосцев), получившей название 2-й эскадры флота Тихого океана, в большинстве своём прибыл на корабли летом 1904 года, и только командиры и часть специалистов были назначены ранее и находились на них при постройке. Поэтому ни офицеры, ни команда не имели достаточно времени, чтобы хорошо изучить свои корабли. Кроме того, на кораблях эскадры было много молодых офицеров, досрочно выпущенных из морского кадетского корпуса по случаю войны, а также призванных из запаса и переведённых из торгового флота, так называемых «прапорщиков запаса». Первые не имели достаточных знаний и опыта, вторые нуждались в обновлении своих знаний; третьи хотя и обладали опытом и знаниями морского дела, но не имели никакой военной подготовки. Старшее поколение командного состава — «марсофлоты» в большинстве своём не понимали значения современной военной техники, относились к ней враждебно, и на многих кораблях сложилась атмосфера отчуждённости между поколением старших офицеров и технически грамотной молодёжью — младшим командным составом.
При подготовке к походу отмечались неоднократно акты саботажа.
Перед уходом из Балтийского моря эскадра в полном составе ни разу не ходила, и только отдельные отряды кораблей совершили несколько совместных походов. Поэтому практика в совместном плавании и маневрировании была недостаточной. За короткий срок пребывания в Ревеле корабли эскадры смогли произвести очень ограниченное число стрельб, тем более что полученное для этого количество практического (то есть учебного) боезапаса было меньше, чем предполагалось. В конечнем счёте, ко времени прибытия на театр военных действий на эскадре был хорошо отработан только один элемент тактики морского боя — следование в строю кильватерной колонны, а также несколько простых манёвров.

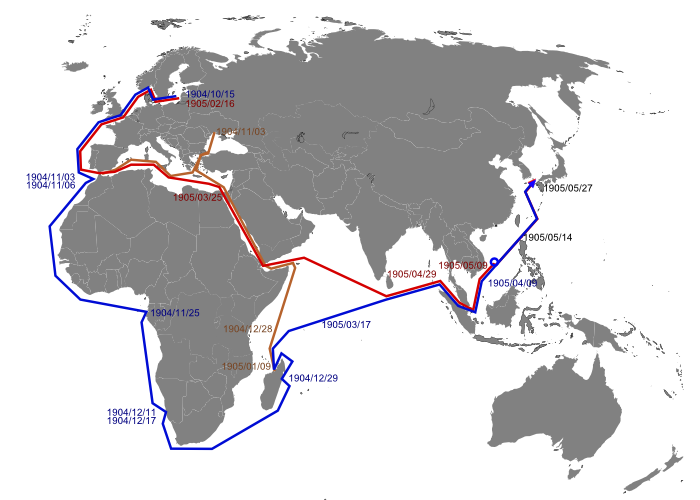
Поход русской эскадры:
синий цвет — путь отряда Рожественского,
жёлтый — отряда Добротворского,
красный — отряда Небогатова
(даты — по новому стилю)

Основные силы русской эскадры вышли из Либавы 2 (15) октября 1904 г. У мыса Скаген эскадра была разделена на шесть отрядов для следования: 1-й отряд под командой капитана 2-го ранга А. С. Шамова в составе миноносцев «Блестящий» (брейд-вымпел), «Безупречный», «Бодрый» и транспорта «Корея» по маршруту Шербур — Алжир — бухта Суда (Крит); 2-й отряд под командой капитана 2-го ранга Н. В. Баранова в составе миноносцев «Бедовый» (брейд-вымпел), «Буйный», «Быстрый», «Бравый» и транспорта «Китай» по тому же маршруту; 3-й отряд под командой капитана 1-го ранга С. П. Шеина в составе крейсеров «Светлана» (брейд-вымпел), «Жемчуг» и «Алмаз» по маршруту Понтеведро — Танжер; 4-й отряд под командой контр-адмирала О. А. Энквиста в составе крейсеров «Дмитрий Донской» (флаг), «Аврора», плавучей мастерской «Камчатка» — в Танжер; 5-й отряд под командой контр-адмирала Д. Г. фон Фелькерзама в составе броненосцев «Ослябя» (флаг), «Сисой Великий», «Наварин» и броненосного крейсера «Адмирал Нахимов» с транспортами «Метеор» и «Малайя» по тому же маршруту; 6-й отряд под командой вице-адмирала З. П. Рожественского из новых броненосцев «Князь Суворов» (флаг), «Император Александр III», «Бородино», «Орёл» с транспортом «Анадырь» — в Танжер, с заходом для погрузки угля в Брест. Самостоятельно следовали буксирный пароход «Русь» (незадолго до сражения носил название «Роланд») и транспорт «Князь Горчаков». Одновременно миноносец «Прозорливый» ввиду повреждения холодильников и течи в носу был отправлен обратно в Либаву. В районе Доггер-банки произошёл так называемый «Гулльский инцидент», в ходе которого из-за мнимого нападения японских миноносцев (закупленных в Англии) русские броненосцы обстреляли английскую рыболовецкую флотилию и крейсер «Аврора». Это привело к ухудшению и без того натянутых русско-британских отношений, блокированию русской эскадры в испанских портах английским флотом до урегулирования инцидента, который, по этой причине, был решён в пользу Великобритании. Во время стоянки в Танжере (султанат Марокко) 16 — 23 октября эскадра вновь разделилась: оба отряда миноносцев и отряд контр-адмирала Д. Г. фон Фелькерзама в составе эскадренных броненосцев «Сисой Великий» (флаг), «Наварин» и крейсеров «Светлана», «Жемчуг» и «Алмаз» последовали на Мадагаскар (место рандеву всей эскадры) Средиземным морем через Суэцкий канал, а остальные корабли, осадка которых не позволяла прохода каналом, должны были идти кругом Африки — отряд вице-адмирала З. П. Рожественского в составе эскадренных броненосцев «Князь Суворов» (флаг), «Император Александр III», «Бородино», «Орёл», «Ослябя»; крейсеров «Адмирал Нахимов», «Аврора» и «Дмитрий Донской», плавучей мастерской «Камчатка»; транспортов «Анадырь», «Метеор», «Корея», «Малайя», буксирного парохода «Русь» и госпитального судна «Орёл», которое присоединилось к эскадре в Танжере.

Отряд З. П. Рожественского, зайдя по пути в порты Дакар (Франция, 30 октября — 3 ноября), Габун (Франция, 13-18 ноября), Грейт Фиш бей (Португальская Западная Африка, 23—24 ноября), Ангра Пеквена (Германская Юго-Западная Африка, 28 ноября — 4 декабря) прибыл к Мадагаскару (протекторат Франции) 16 (19) декабря 1904 года. Отряд Д. Г. фон Фелькерзама зашёл в бухту Суда на Крите, где к нему присоединились транспорта «Ярославль», «Воронеж», «Владимир», «Тамбов», «Юпитер», «Киев», «Меркурий», «Китай», «Князь Горчаков», и через Суэцкий канал с заходом в Джибути (Французское Сомали) прибыл 15 декабря в бухту Носси-бе (Мадагаскар). Тем же путём пришли и оба отряда миноносцев.

Также 3 ноября вдогонку русским кораблям с Балтики был выслан Дополнительный отряд судов капитана 1-го ранга Л. Ф. Добротворского (неофициально — «догоняющий отряд») в составе крейсеров «Олег» и «Изумруд», вспомогательных крейсеров «Днепр» и «Рион», миноносцев «Громкий» и «Грозный» (и ещё трёх, которые впоследствии пришлось отправить обратно из-за поломок). Этот отряд, после заходов в Понтеведро, Танжер, Суду и Пирей, 29-31 декабря проследовал Суэцким каналом и, зайдя в Джибути и Даресселем (фактория Германии), пришёл в Носси-бе 1 февраля 1905 года. Сюда же самостоятельно прибыли вспомогательные крейсера «Кубань», «Терек», «Урал», а транспорт «Малайя» из-за поломки машин был отправлен обратно на Балтику с больными на борту. 26 февраля из Ревеля пришёл транспорт «Иртыш» с углём для эскадры, однако вопреки ожиданиям, он не привёз продовольствия и второго комплекта боезапаса для кораблей эскадры, из-за чего была сорвана боевая подготовка эскадры — учебные стрельбы почти не проводились. Наконец, после почти трёхмесячной стоянки эскадра вышла с Мадагаскара для следования во Владивосток 3 (16) марта 1905 года. К этому времени Порт-Артур уже пал, а 1-я Тихоокеанская эскадра погибла. Во время стоянки в бухте Носси-Бе всего пять раз были проведены стрельбы кораблей эскадры по неподвижным щитам, показавшие малоудовлетворительные результаты. После этого установилось общее мнение:
…На эскадре нет ни одного человека, начиная с самого адмирала и кончая последним сознательным матросом, который верил бы в успех безрассудной авантюры. 
По выходе с Мадагаскара эскадра была разбита на следующие отряды: 1-й броненосный отряд — эскадренные броненосцы «Князь Суворов» (флаг вице-адмирала З. П. Рожественского), «Император Александр III», «Бородино», «Орёл»; 2-й броненосный отряд — эскадренные броненосцы «Ослябя» (флаг контр-адмирала Д. Г. фон Фелькерзама), «Сисой Великий», «Наварин», броненосный крейсер «Адмирал Нахимов»; Разведывательный отряд — крейсер «Светлана» (брейд-вымпел капитана 1-го ранга Шеина), вспомогательные крейсера «Кубань», «Терек», «Урал»; при главных силах состояли крейсера «Жемчуг», «Изумруд», миноносцы «Бедовый», «Буйный», «Быстрый», «Бравый». Крейсерский отряд — крейсера «Алмаз» (флаг контр-адмирала Энквиста), «Олег», «Аврора», «Дмитрий Донской»; вспомогательные крейсера «Днепр», «Рион» и миноносцы «Блестящий», «Безупречный», «Бодрый», «Громкий», «Грозный»; госпитальное судно «Орёл»; отряд транспортов — «Камчатка», «Воронеж», «Метеор», «Анадырь», «Иртыш», «Меркурий», «Киев» (брейд-вымпел капитана 1-го ранга О. Л. Радлова), «Китай», «Владимир», «Ярославль», «Корея», «Тамбов», «Русь» («Роланд»), «Князь Горчаков», «Юпитер». Эскадра проследовала Малаккским проливом и некоторое время базировалась в бухтах Вьетнама, который в то время был французской колонией, — Камранг, Ван Фонг и Куа Бе (все расположены недалеко друг от друга).
В связи с гибелью 1-й Тихоокеанской эскадры для восполнения паритета сил из Балтики вдогонку З. П. Рожественскому 3 февраля 1905 года был отправлен Отдельный догоняющий отряд судов эскадры под командованием контр-адмирала Н. И. Небогатова (неофициально называемый «3-я Тихоокеанская эскадра»): эскадренный броненосец «Император Николай I» (флаг), броненосцы береговой обороны «Адмирал Сенявин», «Адмирал Ушаков», «Генерал-адмирал Апраксин», крейсер «Владимир Мономах», воздухоплавательный крейсер «Русь» и госпитальное судно «Кострома».
В пути от отряда отстала «Русь» и присоединились транспорты «Ливония», «Курония», «Ксения», «Свирь», «Герман Лерхе», «Граф Строганов». Отряд шёл через Суэцкий канал.
Наконец, 1 (14) мая 2-я эскадра флота Тихого океана вышла из бухты Куа Бе во французском Индокитае для прорыва во Владивосток через Корейский пролив. Долгожданная помощь явилась на театр военных действий через 1 год и 3 с лишним месяца после начала войны — такова была оперативность стратегического развёртывания морских сил военно-бюрократической машины Российской империи. За те 14 дней, которые отделяли эскадру от поражения, 10 мая после длительной болезни скончался начальник 2-го броненосного отряда контр-адмирал Д. Г. фон Фелькерзам. Чтобы не деморализовать эскадру, контр-адмиральский флаг на «Ослябе» спущен не был, а отряд фактически возглавил командир броненосца капитан 1-го ранга В. И. Бэр. До 12 мая из состава эскадры были выделены транспорта отряда О. Л. Радлова «Граф Строганов», «Герман Лерхе», «Ксения», «Киев», «Китай», «Князь Горчаков», «Юпитер», «Меркурий», «Тамбов», «Владимир», «Ярославль», «Метеор», «Воронеж», «Ливония», «Курония», отправленные под конвоем вспомогательных крейсеров в нейтральные порты Сайгон (колония Франции) и Шанхай (Китай).
Кроме того, между 8 и 12 мая вспомогательные крейсера «Терек», «Кубань», «Рион» и «Днепр» были отправлены для крейсерства на торговых путях Японии в Тихом океане и Жёлтом море, а также для отвлечения сил японского флота. Действия этих кораблей не были особенно успешными: было осмотрено около 10 пароходов, идущих в Японию, три из них с грузом военной контрабанды потоплены. По получении известий о результатах Цусимского сражения, «Терек» интернировался в Батавии (голландская колония на острове Ява), а остальные три, загрузившись углём во французских или голландских портах, ушли в Балтийское море.
К числу явных организаторских заслуг вице-адмирала З. П. Рожественского следует отнести то, что он, несмотря на громадные трудности, сумел провести первый в истории броненосных флотов 220-дневный поход крупной эскадры в военное время с Балтики через Северное море, Атлантический, Индийский и Тихий океаны, пройдя 18 000 миль. То же можно сказать и о мужестве русских моряков, сумевших выдержать этот переход. Не имея по пути следования ни одной базы, З. П. Рожественский потерял из-за поломки всего лишь один корабль — транспорт «Малайя».

### От Мадагаскара до Индокитая
3 марта 1905 года эскадра вышла из Носси-Бе и через Индийский океан направилась к берегам Французского Индокитая. Во время всего перехода угольные погрузки (8, 10, 15, 16, 21 и 30 марта) совершались в открытом море с помощью баркасов. 23 марта вошли в Малаккский пролив в готовности отразить возможные атаки японцев: ещё 18 декабря З. П. Рожественский был извещён морским министерством, что 8 декабря два японских броненосных и шесть бронепалубных крейсеров прошли Сингапур.
В бухту Камрань (на побережье современного Вьетнама) корабли З. П. Рожественского прибыли 31 марта. В дальнейшем эскадра то стояла в бухтах, то выходила за пределы французских территориальных вод, создавая видимость соблюдения международного права; впрочем, французы смотрели на постоянные нарушения сквозь пальцы, и только давление японской дипломатии заставляло их время от времени напоминать о них русскому адмиралу. Так, с 9 по 13 апреля в ответ на просьбу французских властей боевые корабли эскадры держались в море, а транспорты стояли в бухте. 13 апреля эскадра перешла в бухту Ван-Фонг, где пробыла до 19 апреля. По получении очередного требования французов 20 апреля корабли покинули французские территориальные воды, но через сутки, 21 апреля, вновь вернулись в бухту.
26 апреля к эскадре З. П. Рожественского, находящейся неподалёку от побережья, присоединился отряд Н. И. Небогатова. Однако во французских владениях русские корабли пробыли ещё несколько дней.

### Последний поход и гибель
1 мая эскадра покинула берега Индокитая и направилась во Владивосток. По всей вероятности, никакого определённого плана почти неизбежного боя у З. П. Рожественского не было; во всяком случае, ни командиры кораблей, ни даже младший флагман контр-адмирал Н. И. Небогатов ознакомлены с замыслом командующего не были. Практически единственное распоряжение, касающееся непосредственно боя, касалось действий эскадры при выходе из строя флагманского броненосца: в этом случае адмирала и его штаб должны были снять миноносцы «Бедовый» и «Быстрый» и доставить на другой корабль, а пока командующий не мог управлять эскадрой, её должен был вести первый из уцелевших броненосцев (что позволяло избежать хаоса, как это случилось в бою в Жёлтом море после гибели контр-адмирала В. К. Витгефта и выхода из строя «Цесаревича»).
8 мая от эскадры отделился вспомогательный крейсер «Кубань», первоначально сопровождавший задержанный английский пароход «Ольдгамия», а затем направившийся в назначенный ему для крейсерства район Токийского залива. 9 мая эскадру покинул «Терек» (он должен был крейсировать юго-восточнее Японии), а 12 мая была отпущена в Шанхай большая часть транспортов, которые конвоировали вспомогательные крейсера «Днепр» и «Рион» (после того, как транспорты достигли порта, оба корабля направились в Жёлтое море). По замыслу командующего, действия вспомогательных крейсеров должны были отвлечь японцев, однако это было нереально хотя бы потому, что посылать с такой целью крейсера надо заблаговременно, чтобы они успели проявить себя настолько заметно, что противник вынужден был бы реагировать.
Около полуночи с 13 на 14 мая эскадра приблизилась к первой линии японских разведчиков. Возможно, она и осталась бы незамеченной (корабли шли затемнёнными, на них слабо горели лишь гакабортные огни), однако в 2:28 один из японских дозорных — вспомогательный крейсер «Синано-Мару» — заметил госпитальное судно «Орёл», шедшее позади эскадры и нёсшее все положенные по своему статусу огни. «Японец» направился к подозрительному судну, чтобы его осмотреть, и в 4:02 с расстояния около 8 каб обнаружил другие корабли эскадры. Немедленно отвернув в сторону, он в 4:28 начал передачу радиосообщения об обнаружении противника, с получением которого главные силы японского флота, стоявшие в Мозампо, начали готовиться к выходу, а уже находящиеся в море направились на пересечение предполагаемого курса эскадры.
Дальнейшие события описаны в отдельной статье. Здесь лишь кратко подведём итоги боя. Русский флот потерпел самое катастрофическое поражение за всю свою историю. Из 12 броненосных кораблей, составлявших основу эскадры, три броненосца — «Ослябя», «Император Александр III» и «Бородино» — были потоплены японской артиллерией в дневном бою 14 мая, а флагманский «Князь Суворов» полностью выведен из строя и позже добит миноносцами. Ещё три корабля — броненосцы «Сисой Великий» и «Наварин» и броненосный крейсер «Адмирал Нахимов» — были потоплены ночью миноносцами (точнее, «Сисой» и «Нахимов», торпедированные ночью, затонули уже утром, что позволило спастись большей части их команд). Отставший из-за повреждений от остатков эскадры броненосец береговой обороны «Адмирал Ушаков» на следующий день был потоплен японскими броненосными крейсерами, а оставшиеся четыре корабля — «Император Николай I», «Орёл» «Адмирал Сенявин» и «Генерал-адмирал Апраксин» — сдались в плен.
Судьба остальных крупных боевых кораблей сложилась следующим образом. Вспомогательный крейсер «Урал», получив в бою 14 мая несколько подводных пробоин, был оставлен командой и затонул. Крейсера «Олег», «Аврора» и «Жемчуг» после наступления темноты повернули на юг и 20 мая, буквально на последних лопатах угля, дошли до Манилы, где и интернировались. Крейсер «Владимир Мономах» ночью получил торпедное попадание и утром затонул недалеко от о. Цусима. «Изумруд» — единственный из крейсеров, не оторвавшийся от остатков главных сил эскадры, — увидев, что контр-адмирал Н. И. Небогатов поднял сигнал о сдаче, воспользовался своим высоким ходом и смог уйти от японцев, однако до Владивостока не дошёл: ночью 17 мая он, к тому времени практически израсходовав запас угля, выскочил на мель в заливе Владимир и был поспешно взорван. Повреждённую «Светлану» 15 мая перехватили два японских крейсера, и после двухчасового боя она затонула. Самый слабый из русских крейсеров — «Алмаз» — сумел благополучно достичь Владивостока. «Дмитрий Донской» стал последней жертвой сражения: вечером 15 мая он был настигнут шестью крейсерами и несколькими миноносцами противника, однако потопить его японцы не смогли. Тем не менее, низкий ход, полученные повреждения и почти полное отсутствие боезапаса в условиях господства противника на море не оставляли шансов дойти до Владивостока, и ночью он был затоплен командой у о. Дажелет.
Миноносец «Бедовый», назначенный для снятия адмирала в случае выхода из строя флагманского корабля, в бою 14 мая свою обязанность не выполнил — за него это вынужден был сделать «Буйный». Однако на следующее утро З. П. Рожественский и его штаб перешли-таки на «Бедовый», но около 15 часов, встретившись с двумя японскими миноносцами, «Бедовый» сдался без боя и даже без попытки оторваться от врага, несмотря на то, что другой миноносец, шедший вместе с ним — «Грозный» — успешно это сделал и в итоге добрался до Владивостока. «Буйный» же, сдав адмирала со штабом, через некоторое время из-за неполадок в машине отстал от «Бедового» и «Грозного»; позже его команда была снята «Дмитрием Донским», а сам миноносец затоплен. «Быстрый» шёл со «Светланой»; после гибели крейсера он выбросился на корейский берег: даже если он сумел бы оторваться от вражеского миноносца и крейсеров, угля до Владивостока у него не хватило бы. «Безупречный» на рассвете столкнулся с японским крейсером и миноносцем и погиб со всей командой. «Громкий» из-за нехватки угля был вынужден вступить в бой с японскими миноносцами и погиб. «Блестящий» из-за полученных повреждений был затоплен командой, которая перешла на «Бодрый». Этот миноносец не смог самостоятельно дойти до Шанхая из-за нехватки угля, но 20 мая его взял на буксир английский пароход и привёл в порт. Добраться до Владивостока, помимо «Грозного», удалось и «Бравому».
Погибла и часть вспомогательных судов. В бою 14 мая буксирный пароход «Русь» после столкновения с транспортом «Анадырь» был покинут экипажем и позже потоплен японскими крейсерами. «Иртыш», получивший 14 мая повреждения от артиллерийского огня, пытался дойти до Владивостока, но вечером следующего дня его пришлось затопить у берегов Японии: распространение воды, поступавшей через пробоины, остановить так и не удалось. Плавучая мастерская «Камчатка» потеряла ход из-за повреждений и была потоплена миноносцами. Оба госпитальных судна («Орёл» и «Кострома») были захвачены японцами ещё 14 мая («Кострому» впоследствии отпустили, поскольку придраться к её статусу госпитального судна не удалось). Буксир «Свирь» и транспорт «Корея» смогли дойти до Шанхая. Что касается «Анадыря», он после дневного боя повернул на юг и, пользуясь имевшимся на борту большим запасом угля, 14 июня дошёл без дозаправок до Мадагаскара (весь этот месяц он считался погибшим), откуда отправился на Балтику.
Таким образом, лишь трём русским боевым кораблям удалось достичь Владивостока, ещё четыре интернировалось в иностранных портах, остальные либо погибли, либо сдались в плен; из восьми вспомогательных судов было безвозвратно потеряно три.

## Штаб эскадры

### Штаб старшего флагмана
- Флагман: контр-адмирал (с сентября 1904 года вице-адмирал) З. П. Рожественский (11.11.1848-14.01.1909), старший флагман, командующий 2-й эскадрой флота Тихого океана (с апреля 1904 года; около 18:00 14.05.1905 года передал командование Небогатову) (флаг на эскадренном броненосце «Князь Суворов»)
- Флаг-капитан: капитан 1-го ранга К. К. Клапье-де-Колонг
- Флагманский минный офицер: капитан 2-го ранга П. П. Македонский
- Флагманский минный офицер: лейтенант Е. А. Леонтьев
- Флагманский артиллерийский офицер: полковник КМА Ф. А. Берсенев
- Флагманский штурманский офицер: полковник КФШ В. И. Филипповский
- Флагманский инженер-механик: подполковник КИМ В. А. Обнорский (на ЭБР «Сисой Великий»)
- Флагманский инженер-механик: подполковник КИМ Л. Н. Стратанович
- Флагманский корабельный инженер: старший помощник судостроителя Е. С. Политовский
- Старший флаг-офицер: лейтенант Е. В. Свенторжецкий
- Старший флаг-офицер: лейтенант С. Д. Свербеев
- Старший флаг-офицер: лейтенант Н. Л. Кржижановский
- Младший флаг-офицер: лейтенант А. Н. Новосильцов
- Младший флаг-офицер: мичман В. П. Козакевич (с 25.01.1905)
- Младший флаг-офицер: мичман князь Г. Р. Церетели
- Младший флаг-офицер: мичман В. Н. Демчинский
- Прикомандированный к штабу: капитан 2-го ранга В. И. Семёнов
- Прикомандированный к Штабу: капитан 2-го ранга А. К. Полис (на ЭБР «Император Александр III»)
- Флагманский интендант: капитан 2-го ранга А. Г. фон Витте (на ЭБР «Бородино»)
- Флагманский обер-аудитор: титулярный советник В. Э. Добровольский (на ЭБР «Орёл»)

### Штаб младшего флагмана (Фёлькерзам)
- контр-адмирал Дмитрий Густавович фон Фёлькерзам (29.04.1846-11.05.1905), младший флагман, командующий 2-го броненосного отряда 2-й Тихоокеанской эскадры (флаг на эскадренном броненосце «Ослябя»)
- Старший флаг-офицер: лейтенант барон Фёдор Михайлович Косинский 1-й
- Флаг-офицер: мичман князь Карл Павлович Ливен
- Флаг-офицер: мичман Владимир Николаевич Трувеллер
- Флагманский штурман: подполковник Алексей Иванович Осипов

### Штаб младшего флагмана (Небогатов)
- контр-адмирал Николай Иванович Небогатов (20.04.1849-04.08.1922), младший флагман, командующий 1-м Отдельным отрядом судов Тихого океана (с 10 января 1905; т. н. 3-я Тихоокеанская эскадра), командующий 3-го броненосного отряда 2-й Тихоокеанской эскадры; с 18:00 14.05.1905 года вступил в командование 2-й эскадрой (флаг на эскадренном броненосце «Император Николай I»)
- Флаг-капитан: капитан 1-го ранга В. А. Кросс
- Старший флаг-офицер: лейтенант И. М. Сергеев 5-й
- Младший флаг-офицер: лейтенант Ф. В. Северин
- Младший флаг-офицер: лейтенант Н. Н. Глазов
- Флагманский артиллерист: капитан 2-го ранга Н. П. Курош
- Флагманский минный офицер: лейтенант И. И. Степанов 7-й
- Флагманский штурман: подполковник Д. Н. Феодотьев
- Флагманский инженер-механик: подполковник КИМ Н. А. Орехов
- Флагманский судостроитель: младший судостроитель П. Е. Беляев
- Флагманский интендант: капитан 2-го ранга С. И. Шемиот-Гидзгайло
- Флагманский обер-аудитор: подполковник Военно-морского судебного ведомства В. А. Маневский
- Флагманский врач: статский советник д-р медицины В. А. Плотников
- Благочинный отряда (судовой священник броненосца «Адмирал Сенявин») о. Зосима

### Штаб младшего флагмана (Энквист)
- контр-адмирал Оскар Адольфович (Оскар-Вильгельм) Энквист (28.10.1849-03.03.1912), младший флагман, командующий Отрядом крейсеров 2-й Тихоокеанской эскадры (с 26 апреля 1904 года) (флаг последовательно на крейсерах: «Дмитрий Донской», «Алмаз», «Олег» (в бою 14 мая 1905), «Аврора»).
- Флаг-офицер: лейтенант Д. В. фон Ден 1-й
- Флаг-офицер: лейтенант А. С. Зарин
- Флагманский штурман: капитан 2-го ранга С. Р. де Ливрон

### Штаб Заведующего транспортными судами (Радлов)
- капитан 1-го ранга Отто Леопольдович Радлов
- старший флаг-офицер лейтенант Алексей Семёнович Константинов
- флаг-офицер мичман Михаил Львович Бертенсон (06.01.1905 переведён на должность ревизора крейсера «Аврора»)
- флаг-офицер мичман (затем лейтенант) Георгий Фридрихович Гильдебрандт (06.01.1905 назначен вместо Бертенсона, 06.04.1905 переведен на должность вахтенного начальника крейсера «Алмаз»)
- флаг-офицер мичман Борис Михайлович фон Энден
- флаг-офицер прапорщик по морской части Фаддей Львович Стецкий
- флагманский врач коллежский советник д-р медицины Иван Тимофеевич Пресняков

## Эскадра в искусстве
- Песня Олега Митяева «Чужая война» (2000-е годы) с точки зрения матроса 2-й Тихоокеанской эскадры — жителя Тобольска.
- Новиков-Прибой А. С. Цусима (роман)
- Песня Radio Tapok - Цусима [17]